# Tintury
Tintury település Franciaországban, Nièvre megyében. Lakosainak száma 161 fő (2022. január 1.). Tintury Alluy, Biches, Fertrève, Frasnay-Reugny és Rouy községekkel határos.

## Népesség
A település népessége az elmúlt években az alábbi módon változott:
| Lakosok száma | 189  | 185  | 192  | 183  | 175  | 167  | 165  | 163  | 161  |
|               | 2013 | 2015 | 2016 | 2017 | 2018 | 2019 | 2020 | 2021 | 2022 |